# Ruch Rodzin Nazaretańskich
Ruch Rodzin Nazaretańskich (RRN) – maryjny ruch w Kościele katolickim, założony w 1985 r. w Warszawie przez ks. Tadeusza Dajczera. Obecnie istnieje w ok. 40 krajach świata. Należy do niego 45 tysięcy osób (2007), a w archidiecezji warszawskiej, skąd się wywodzi, ok. 3 tysięcy. Posiada sekcje dla dzieci, młodzieży, studentów i dorosłych. Działa przy parafiach.

## Historia

### Powstanie RRN
Genezy powstania RRN-u można dopatrywać się w trzydziestoletnim doświadczeniu duchowym ks. Tadeusza Dajczera, jego nieustannym poszukiwaniu kierownictwa duchowego (spowiedź u mistyka i późniejszego świętego katolickiego Pio z Pietrelciny), zestawieniu sekularyzacji społeczeństw zachodnich i istnienia większego otwarcia na sacrum w cywilizacjach Wschodu ("żyznej gleby" pomimo nie w pełni dobrego "ziarna"), a także w jego studiach religioznawczych nad buddyzmem, czy twórczością M. Eliadego). W wywiadzie z Dorotą Narewską ks. Dajczer wspomina o spotkaniu z buddyjskim mnichem, który stwierdził, "że poświęca na medytację dziewięć godzin dziennie". Z refleksji nad problemem doskonałego “ziarna” Ewangelii i łaski trafiającego na zsekularyzowaną “glebę” kultury zachodniej zrodziło się jego wewnętrzne powołanie do pracy nad glebą ludzkich dusz, co wyraziło się w jego posłudze stałego spowiednika lub kierownika duchowego. W 1975 miał głębokie doświadczenie wewnętrzne w którym zrozumiał, "że wiara to inne, zupełnie inne widzenie świata". Swoim osobistym odkryciem, czym jest wiara, starał się dzielić z innymi i zaowocowało to jego głębokim zaangażowaniem się w tworzenie i prowadzenie grup życia wewnętrznego.
Od 1977 r. z ks. Dajczerem współpracował Sławomir Biela, wówczas student fizyki na PW i wspólnie położyli podstawy duchowości Ruchu Rodzin Nazaretańskich. Sławomir Biela stwierdził wobec Komisji kościelnej w Archidiecezji Warszawskiej powołanej w 2007 r. i kierowanej przez ks. Biskupa Tadeusza Pikusa, że ks. Dajczer rozpoznał u niego tzw. charyzmat maryjny i rozpowszechnił wiedzę o nim w gronie wybranych osób świeckich. W 2008 r. komisja stwierdziła, że "wieść o 'charyzmacie Maryi' lub o jakimś innym 'nadprzyrodzonym darze - charyzmacie' związanym z Panem Sławomirem Bielą nie miała i nie ma żadnego potwierdzenia przez Władze kościelne". W roku 2009 Komisja stwierdziła, że „charyzmat maryjny” u P. Sławomira Bieli jest nieprawdziwy.
Dzięki większemu zaangażowaniu wiernych w 1985 r. założony został przez ks. Dajczera Ruch Rodzin Nazaretańskich. Jego współzałożycielem był ks. Andrzej Buczel, doktor psychologii, zmarły na chorobę nowotworową w 1994 r. Dynamiczny rozwój Ruchu nastąpił w 1987 r., gdy pod koniec roku liczba członków w Polsce przekroczyła tysiąc, a wkrótce potem grupy wspólnotowe zaczęły powstawać w wielu krajach świata (już w 1989 r. abp Rosendo Huesca erygował Ruch w archidiecezji Puebla w Meksyku).
Pomimo charakteru międzynarodowego Ruch funkcjonuje w oparciu o strukturę diecezjalną. Nieformalną opiekę nad wszystkimi członkami pełnią jednak moderatorzy w Archidiecezji Warszawskiej, którymi byli kolejno: ks. prof. Tadeusz Dajczer, ks. dr Andrzej Buczel, ks. dr Jarosław Piłat (1993-2006), ks. dr Bolesław Szewc (2006-2007), ks. Przemysław Ćwiek (2007-2008) i ks. Robert Wyszomirski (od 2008).
Według ks. Dajczera w 1998 r. z Ruchem, a zwłaszcza z jego duchowością związanych było kilkaset tysięcy osób na wszystkich kontynentach.

### Kryzys Ruchu (2007-2009)
Kuria warszawska poinformowała o rozpowszechnionej od wielu lat wśród członków Ruchu opinii na temat nadprzyrodzonego daru Sławomira Bieli, współredagującego serię zeszytów formacyjnych tego stowarzyszenia wiernych od 1986 r. Charyzmat maryjny, który bywał różnie określany, m.in. jako "wcielenie Matki Bożej", ma swoich wyznawców. Istnieniu charyzmatu zaprzeczają władze kościelne, odżegnują się od niego również założyciel ks. Dajczer i sam zainteresowany, który odpowiedzialnością za wykreowanie go obarcza założyciela. Komisja kurialna kontynuuje kompleksowe prace mające ocenić działalność Ruchu.
W dekrecie Arcybiskupa Nycza z 29 stycznia 2009 znajduje się 12 działań do podjęcia przez RRN w celu poprawy jego sytuacji, m.in.
- odsunięcie od ruchu ks. Tadeusza Dajczera, ks. Jarosława Piłata, ks. Bolesława Szewca i Sławomira Bieli;
- zakaz opierania formacji na terenie archidiecezji na ich dziełach oraz wstrzymanie dalszej dystrybucji materiałów ruchu;
- opracowanie nowego statutu Ruchu;
- zwrócenie uwagi w formacji na wartość umacniania rodziny oraz godność człowieka;
- dbanie o transparentność Ruchu w kwestiach doktryny, formacji i finansów.

Po opublikowaniu dekretu Metropolity Warszawskiego biskup płocki Piotr Libera powołał Zespół Weryfikacyjny ds. działalności
Ruchu Rodzin Nazaretańskich na terenie Diecezji Płockiej w dniu 23 lutego 2009 r. W jego skład weszli ks. prof. Wojciech Góralski, ks. prof. Ireneusz Mroczkowski i ks. dr Sławomir Zalewski. Ma on dokonać "rozeznania, czy zawarte w dekrecie Metropolity Warszawskiego zarzuty są obecne w działalności Ruchu Rodzin Nazaretańskich na terenie Diecezji Płockiej. Zespół powinien dokonać oceny działalności zaangażowanych w prace Ruchu kapłanów, a także osób świeckich, pełniących funkcje animatorów. Należy również dokonać oceny dokumentów formacyjnych i prawnych Ruchu." Zakończenie prac zespołu wyznaczono na 1 maja 2009 r. Według wniosków komisji "zarzuty postawione RRN (...) generalnie nie odnoszą się do działalności Ruchu Rodzin Nazaretańskich na terenie Diecezji Płockiej."
Sprawę RRN w archidiecezji warszawskiej skomentował również metropolita lubelski Józef Życiński po rozmowach z członkami lubelskiego RRN. "Dzielili się ze mną swoim niepokojem i pytali, czy te sankcje, które nałożył na warszawską grupę abp Nycz, dotyczą także grup innych diecezji. Na szczęście problem jest pozorny. W Lublinie nie mieliśmy nikogo, kto by występował w roli wcielenia Matki Bożej, ani księdza, który by to wcielenie uzasadniał".

### Reforma
Po publikacji dekretu w sprawie Ruchu jego liderzy w archidiecezji warszawskiej rozpoczęli reformę stowarzyszenia. Na nowo powstałej stronie internetowej znalazły się oświadczenia księży oraz świeckich zaangażowanych w RRN, przyjmujące zalecenia metropolity. Podjęto również prace nad stworzeniem nowego statutu i udostępniono kilka jego projektów. 18 marca 2009 Abp Nycz mianował ks. dra Pawła Gwiazdę asystentem kościelnym tego ruchu. 9 marca 2010 Episkopat Polski wydelegował dla Ruchu Rodzin Nazaretańskich ogólnopolskiego opiekuna, którym został bp Andrzej Siemieniewski, a na jego pomocnika-asystenta mianowany został ks. dr. Paweł Gwiazda. Zapowiedziano również opracowanie jednolitych materiałów formacyjnych RRN, obowiązujących we wszystkich polskich diecezjach.

## Obecnie
Obecnie (2018) Ruch w Polsce istnieje jako federacja ponad dwudziestu stowarzyszeń diecezjalnych, działając w oparciu o statut zatwierdzony przez Konferencję Episkopatu Polski w czerwcu 2013 r. Delegatem Episkopatu do spraw Ruchu jest Ks. Bp Andrzej Siemieniewski.

## Duchowość
"Podstawowym dążeniem ruchu jest droga radykalnego oddania się Bogu. Ks. Dajczer wspomina, że przełomowym punktem jego życia była spowiedź u włoskiego kapucyna - mistyka, o. Pio. spowiednik pytał go wówczas z wielkim naciskiem, dlaczego nie chce iść za Bogiem aż do końca.
U podstaw ruchu leży odkrycie, że w świetle wiary każde życiowe wydarzenie ma głęboki sens. Członkowie wspólnot starają się naśladować Jezusa szczególnie w jego ubóstwie i pokorze. Podkreśla się też bardzo rys maryjny".
Twórcy duchowości RRN inspirację czerpali z pism klasyków Karmelu (Jana od Krzyża, Teresy z Ávila, Teresy z Lisieux, Edyty Stein), a także Faustyny Kowalskiej, Maksymiliana Kolbego, Juana Diego oraz ojców pustyni.

## Wspólnoty powiązane

### Świecki Instytut Maryi Służebnicy Pańskiej (Secolare)
Jedną ze wspólnot związanych z RRN-em jest Świecki Instytut Maryi Służebnicy Pańskiej (wcześniej Dzieło Maryi Służebnicy Pańskiej, Secolare), żeński instytut świecki życia konsekrowanego na prawie diecezjalnym, który rozpoczął działalność w 1986 r.

### Stowarzyszenie Apostolskie św. Juana Diego (SAJD)
Wspólnotą męską zainicjowaną w łonie RRN w marcu 2005 r., której współzałożycielami byli ks. Piłat i ks. Szewc, mającą być zaczątkiem męskiego zgromadzenia zakonnego, jest Stowarzyszenie Apostolskie św. Juana Diego (SAJD). Stowarzyszenie to zostało erygowane przez prymasa Józefa Glempa 22 maja 2006 r. Opiekunem SAJD-u jest obecnie ks. Jarosław Piłat.